# 管葆真
管葆真（1908年—1993年），女，安徽和县人，中国护理专家，曾任河南省人民医院医务部副主任，开封医学专科学校附属医院副院长。